# Gerda Hensel
Gerda Helene Hensel, Familienname Meredig-Hensel, (* 30. Juni 1920 in Düsseldorf; † 27. Juli 2009 in Nürnberg) war eine deutsche Tänzerin, Opern- und Operettensängerin (Soubrette) und Schauspielerin. Sie wirkte über 30 Jahre am Opernhaus Nürnberg.

## Leben

### Ausbildung und Anfänge
Gerda Hensel begann ihre Bühnenlaufbahn als Kinderdarstellerin und Balletttänzerin an den Städtischen Bühnen Düsseldorf. Ihre Gesangsausbildung erhielt sie am Robert-Schumann-Konservatorium ihrer Heimatstadt. Nach mehreren Spielzeiten als Gruppentänzerin (ab 1937–1940) an den Städtischen Bühnen Düsseldorf wurde sie dort für die Spielzeit 1940/41 als Solistin für die Operette engagiert.
Zur Spielzeit 1941/42 wechselte Hensel als Operettensängerin (Gesang- und Tanzsoubrette) an die Städtischen Theater Chemnitz. Anfang 1945 wurde sie in Chemnitz ausgebombt und verlor nahezu vollständig ihr persönliches Eigentum. Nach dem Zweiten Weltkrieg setzte sie ihre Bühnenlaufbahn an den Städtischen Theatern Chemnitz fort.
In der Spielzeit 1946/47 trat sie dort als Bärbele in der Operette Schwarzwaldmädel, als Stasi in Die Csárdásfürstin und in der Titelrolle von Ralph Benatzkys Bühnenwerk Bezauberndes Fräulein auf. In der Spielzeit 1947/48 wirkte sie in der Uraufführung der Operette Schallplatten der Liebe mit. In der Spielzeit 1947/48 sang sie die Anna in Der liebe Augustin. In der Spielzeit 1948/49 folgte die Belotte in Madame Pompadour. In der Spielzeit 1949/50 übernahm sie die Hosenrolle des Marinekadetten Henri in der Operette Der Opernball, außerdem sang sie in dieser Spielzeit die Lisa in Gräfin Mariza, Hannchen in Der Vetter aus Dingsda  und die Bronislawa in Der Bettelstudent. In der Spielzeit 1950/51 war sie die Monika Brink in der Operette Glückliche Reise. In der Spielzeit 1951/52 trat sie in Chemnitz als Briefchristl in Der Vogelhändler und als Regine in Hochzeitsnacht im Paradies auf. In der Spielzeit 1951/52 folgten Auftritte in der Operette Ein Walzer für Dich von Will Meisel und in dem Operettenabend Wir singen und spielen aus Operetten!.
Nach kurzen Engagements in Berlin und Detmold wurde Hensel für die Spielzeit 1955/56 an die Städtischen Bühnen Gelsenkirchen engagiert.
Im Oktober 1955 gab sie am Opernhaus Nürnberg ein erfolgreiches Gastspiel als Valencienne in Die lustige Witwe. Im Juli 1956 sang sie am Opernhaus Nürnberg unter der musikalischen Leitung von Peter Kreuder die Lois Lane/Bianca Minola in Kiss Me Kate! neben Karl Pschigode, Gretel Hartung und Kurt Leo Sourisseaux.

### Engagement am Opernhaus Nürnberg

#### Soubrettenrollen
Mit Beginn der Spielzeit 1956/57 wurde Gerda Hensel fest an das Opernhaus Nürnberg verpflichtet, an dem sie über 30 Jahre bis zu ihrem Bühnenabschied im Jahr 1988 wirkte. In Nürnberg war sie als Tanz- und Operettensoubrette, zunächst mit einem Zweijahresvertrag, später vertraglich auch für „Partien und Rollen des Charakterfachs (auch Sprechrollen)“ engagiert. Gelegentlich wurde sie auch in der Spieloper eingesetzt. So übernahm sie im Mai 1968 in einer Repertoirevorstellung die Rolle der Agnes (Hata) in Die verkaufte Braut.
In ihrer ersten Spielzeit 1956/57 sang sie in Neuproduktionen die Prinzessin Mi in Das Land des Lächelns (Premiere: November 1956) und die Arsena in Der Zigeunerbaron (Premiere: Januar 1957).
In der Spielzeit 1958/59 folgten Hannchen in Der Vetter aus Dingsda (Premiere: September 1958, neben Sonja Knittel als Julia), Juliette Vermont in Der Graf von Luxemburg (Premiere: Oktober 1958, mit Kurt Leo Sourisseaux als Partner) und Juliska in Maske in Blau (Premiere: Juli 1959). Außerdem sang sie in der Spielzeit 1958/59 als Alternativ- bzw. Zweitbesetzung für Liselotte Schmidt die Lisa in der Gräfin Mariza-Neuinszenierung.
In der Spielzeit 1959/60 übernahm sie die Adele in einer Neuinszenierung der Strauß-Operette Die Fledermaus (Premiere: Dezember 1959) und Franziska Cagliari in Wiener Blut (Premiere: April 1960).
In der Spielzeit 1960/61 sang sie jeweils in Neuinszenierungen die Sora in Gasparone (Premiere: September 1960), Belotte in Madame Pompadour (Premiere: Oktober 1960), Stasi in Die Csárdásfürstin (Premiere: März 1961) und Jola in Clivia (Premiere: Juli 1961)
In zwei Nürnberger Neuinszenierungen der Operette Der Opernball übernahm sie die Rolle der Marguérite Duménil. In der Spielzeit 1963/64 (Premiere: Juni 1964) war sie in der Titelrolle der Operette Die keusche Susanne zu hören.

#### Wechsel ins Charakterfach
In der Spielzeit 1966/67 vollzog Hensel mit der Rolle der Tante Wilhelmine („Wimpel“) in der Operette Der Vetter aus Dingsda (Premiere: Oktober 1966, mit Georg Nowak als Josef Kuhbrot) allmählich den Wechsel ins Mütter- und Charakterfach. Ab Ende der 1960er Jahre übernahm sie dann am Opernhaus Nürnberg regelmäßig das Charakterfach in der Operette mit Sprech- und Gesangsrollen, nunmehr häufig im Rollenfach der „Komischen Alten“.
Zu ihren Bühnenrollen gehörten nunmehr Praskowia in Die lustige Witwe (Neuinszenierung in der Spielzeit 1968/69, Premiere: September 1968), die Hofdame Adelaide in Der Vogelhändler (Neuinszenierung in der Spielzeit 1969/70, Premiere: April 1970), Juno in Orpheus in der Unterwelt (Neuinszenierung in der Spielzeit 1974/75, Premiere: Januar 1975, mit Georg Nowak als Jupiter) und die Fürstin Bozena in Gräfin Mariza (Neuinszenierung in der Spielzeit 1977/78: Premiere: Juli 1978).
Ab Juni 1979 spielte sie regelmäßig die Rolle der Mrs. Higgins in My Fair Lady. Ab Januar 1980 stand sie in der Wiederaufnahme von Das Feuerwerk (als Mutter Karline Oberholzer mit Georg Nowak als Partner) und ab Oktober 1980 in der Wiederaufnahme der Operette Die lustige Witwe als Praskowia (mit Albert Vogler als Pritschitsch als Partner) auf der Bühne. Außerdem übernahm sie ab der Spielzeit 1979/80 dauerhaft die Rollen (u. a. Adelaide, Gräfin Palmatica) von Hella Ruttkowski, die Ende Dezember 1980 in den Ruhestand gegangen war. In den Spielzeiten 1980/81 und 1981/82 sang Hensel regelmäßig die Gräfin Palmatica in Der Bettelstudent.

#### Premieren in den 1980er Jahren
In den 1980er Jahren wurde Hensel regelmäßig in Operettenpremieren im Charakterfach eingesetzt. Auch nach ihrem offiziellen Rentenbeginn im September 1983 stand sie weiterhin auf der Bühne des Nürnberger Opernhauses.
Sie war u. a. als Fürstin Anhilte in Die Csárdásfürstin (Spielzeit 1981/82), als Gräfin Stasa Kokozow in Der Graf von Luxemburg (Spielzeit 1982/83), als Palmyra Beaubisson in Der Opernball (Spielzeit 1983/84), als Madame Labille in Die Dubarry (Spielzeit 1984/85), als Erzieherin Mirabella in Der Zigeunerbaron (Spielzeit 1984/85) und als Senatorsgattin Agricola in Eine Nacht in Venedig (Spielzeit 1985/86) zu sehen.
In der Spielzeit 1987/88 (Premiere: März 1988) verkörperte Hensel in ihrer letzten Premiere am Opernhaus Nürnberg die Baronin Clementine von Felseneck in der Operette Die keusche Susanne.

#### Bühnenabschied
Ihre letzten Vorstellungen sang und spielte Hensel in der Spielzeit 1987/88. Zu ihren letzten Rollen nach über 50-jähriger Bühnentätigkeit gehörten Praskowia (Februar 1988), Adelaide (Februar–April 1988), Mirabella (Mai 1988), Exzellenz Hardegg in Das Land des Lächelns (Januar–Juni 1988) und Mrs. Higgins in My Fair Lady (Januar–Juni 1988).
Hensels Dienstverhältnis mit den Städtischen Bühnen Nürnberg endete Ende Juni 1988 nach fast 32 Jahren. Gerda Hensel lebte zuletzt in einem Nürnberger Altenwohn- und Pflegeheim am Wöhrder See. Sie verstarb im Juli 2009 im Alter von 89 Jahren.

#### Ur- und Erstaufführungen
Gerda Hensel wirkte am Opernhaus Nürnberg in zahlreichen Ur- und Erstaufführungen mit.
In der Spielzeit 1956/57 übernahm sie im März 1957 an der Seite von Kurt Leo Sourisseaux die Rolle der Rosita Costudi in der Uraufführung der Operette Die ideale Geliebte von Gerhard Winkler. Im Mai 1957 gehörte sie zur Uraufführungsbesetzung der Operette Regen in Paris von Norbert Schultze. Im Juli 1957 verkörperte sie am Opernhaus Nürnberg die Sekretärin Lupe in dem Singspiel Unsere Träume von Peter Kreuder.
Im November 1961 gehörte sie zur Uraufführungsbesetzung von Miss Petticoat (Text: Ernst Nebhut/Musik: Herbert Küster). In der Spielzeit 1970/71 sang und spielte sie das Kindermädchen Agnes Gooch in der deutschsprachigen Erstaufführung des Musicals Mame. In der Spielzeit 1979/80 war sie im Oktober 1979 in der Nürnberger Erstaufführung des Musicals Himmel, Arche und Wolkenbruch von Armando Trovaioli als Frau Bürgermeister (Hortensia) an der Seite von Freddy Quinn zu sehen.